# Новак, Ника Александровна
Ни́ка Алекса́ндровна Но́вак (род. 15 июля 1992, Краснокаменск, Читинская область) — российская журналистка и общественный деятель, работала в нескольких изданиях, в том числе «Сибирь. Реалии». 
26 ноября 2024 года Новак была обвинена  по статье 275 Уголовного кодекса Российской Федерации «Сотрудничество на конфиденциальной основе с иностранным государством, международной либо иностранной организацией» и осуждена на 4 года колонии общего режима.

## Биография

### Ранние годы и образование
Ника Новак родилась 15 июля 1992 года в городе Краснокаменск Забайкальского края.
В 2010 году после окончания школы Ника поступила в Забайкальский государственный университет на юридический факультет, который окончила в 2015 году.

### Карьера
В 2013 году ещё во время учёбы она устроилась работать в качестве корреспондента-рерайтера на городской портал ЖКХ. В 2014 году во время войны на Донбассе Новак выступала с позицией в поддержку России и посещала Донбасс, где встречалась с военнослужащими. На Донбассе в период с ноября 2014 по февраль 2015 года Ника работала корреспондентом в местной газете «Лутугинская слава» в Луганской Народной Республике.
В 2015 году она вернулась в Читу, где с июня по сентябрь того же года работала журналисткой в газете «Вечорка». С 2017 по 2018 год Новак работала пресс-секретарем Крестовоздвиженского прихода Читинской епархии в поселке Текстильщиков. С 2019 по 2020 год Новак работала корреспондентом регионального телеканала «ЗабТВ».
С августа по ноябрь 2020 года работала исполняющей обязанности главного редактора портала «Заб.Ру». Она выпускала репортажи, которые были посвящены проблемам ЖКХ и экологии, работе местных органов власти и громким криминальным историям. Затем с декабря 2020 по апрель 2021 года Новак работала выпускающим редактором сайта «ChitaMedia». Её последним местом работы до ареста было издание «Сибирь. Реалии», признанное иностранным агентом в России.

### Арест и суд
25 декабря 2023 года Ника Новак была арестована в Москве по обвинению по статье 275.1 УК РФ «Сотрудничество на конфиденциальной основе с иностранным государством, международной либо иностранной организацией». Лефортовский районный суд Москвы своим решением оставил её в СИЗО до 24 февраля 2024 года. В пресс-релизе суда сообщалось, что Новак была представителем иностранной организации, но какой именно не называлось. Как сообщал Telegram-канал «Осторожно, новости», дело журналистки имело гриф «секретно» и его подробности не разглашались.
В октябре 2024 года Новак была перевезена в Забайкальский край. Дело журналистки рассматривалось в закрытом режиме. 26 ноября 2024 года Забайкальский краевой суд приговорил Нику Новак к 4 годам колонии общего режима. 31 марта 2025 года Пятый апелляционный суд оставил без изменений вынесенный ранее приговор.

### Общественная деятельность
В июне 2021 года Новак основала проект «Одаренные», который рассматривался как некоммерческий и благотворительный проект, где выступления были бесплатны для зрителя. Проект включал подростков и молодёжь от 14 до 30 лет, с которыми Новак проводила творческие вечера, где участники занимались чтением стихов и игрой на музыкальных инструментах. Помимо творческой деятельности, участники занимались благотворительностью, навещая ветеранов и детей-сирот. В марте 2024 года проект закрыт по обвинению в «пропаганде западных ценностей и поддержки ЛГБТ». Сами участники отрицали все обвинения, объяснив, что они занимались творчеством
Ника была организатором проекта «Возродим память предков», где волонтёры и активисты облагораживали территорию около мемориалов и занимались реставрацией памятников погибших участников Великой Отечественной войны на Центральном кладбище в Чите.
В 2019 году Ника получила сертификат от конкурса поддержки добровольческих инициатив «Хрустальное сердце Забайкалья». Она принимала участие в благотворительных акциях, собранные средства с которых направлялись на помощь бездомным животным.